# In Vogue
Albums de Drop Dead, Gorgeous
Be Mine, Valentine
(2006) Worse Than a Fairy Tale
(2007)
In Vogue est le premier album studio du groupe de metalcore Américain Drop Dead, Gorgeous. Le groupe a sorti cet album à la suite du succès de leur EP, Be Mine, Valentine, sorti peu avant dans l'année.
Les titres Knife vs. Face: Round I et Well, I Never Knew You Were So Much Fun étaient déjà sur leur EP Be Mine, Valentine.
Le titre The Show Must Go On, qui est censé durer 15:46, ne dure en fait que 3:38, après le titre, il y a une grande periode de silence puis un titre caché, qui ne porte pas de nom.
L'album est sorti le 2 mai 2006 sous le label Rise Records.

## Musiciens
- Danny Stillman : chant
- Kyle Browning : guitare et chant
- Dan Gustavson : guitare
- Jake Hansen : basse
- Danny Cooper : batterie
- Aaron Rothe : claviers et chant

## Liste des morceaux
1. Dressed For Friend Requests – 2:36
2. Girl, Are You on Your…? – 3:04
3. ER – 2:26
4. Well, I Never Knew You Were So Much Fun – 2:02
5. Knife Vs. Face Round I – 4:02
6. Marietta – 2:51
7. Are You Happy? – 1:36
8. Fashion Your Seatbelts – 2:39
9. In Vogue – 1:57
10. Daniel, Where's the Boat? – 2:27
11. The Show Must Go On – 15:46